# Пожар в балагане Лемана
Пожар в балагане Лемана — крупный пожар со множеством погибших, произошедший 2 (14) февраля 1836 года во время традиционных масленичных гуляний на Адмиралтейской площади в Санкт-Петербурге в балагане Христиана Лемана. Оценки числа жертв разнятся от 120 до 700. Официально было объявлено о 126 взрослых погибших и 10 тяжело раненных из 400 присутствовавших.
Несмотря на количество жертв, пожар не оставил в истории города такого заметного следа, как разрушительные наводнения или произошедший в следующем году пожар в Зимнем дворце. Мемуаристы ограничиваются беглым упоминанием этого события, породившего, впрочем, множество устных пересказов и слухов.